# Distretto di Umachiri
Il distretto di Umachiri è uno dei nove distretti della provincia di Melgar, in Perù. Si trova nella regione di Puno e si estende su una superficie di 323,56 chilometri quadrati.

Ha per capitale la città di Umachiri; nel censimento 2005 si contava una popolazione di 4.592 unità.